# La receta
La receta es una película uruguayo-argentina de 2009. Dirigida por Dina Spivak y filmada en la ciudad de Colonia del Sacramento, está protagonizada por Héricko Perdomo, Lorena Rochón, Bruno Gea y Fabián Vena.

## Protagonistas
| - Héricko Perdomo - Lorena Rochón - Bruno Gea - Fabián Vena - Bárbara Merlo | - Ariel Vidal - Mauro Carrecellas - Fabián Pandelo - Pato Lorenes - Maia Núñez |